# میلو (اکلاهما)
میلو (به انگلیسی: Milo) یک منطقهٔ مسکونی در ایالات متحده آمریکا است که در شهرستان کارتر، اکلاهما واقع شده‌است. اداره پست آن در ۲۸ اکتبر ۱۸۹۹ دائر شد و متعاقباً بسته شد. کد پستی آن ۷۳۴۰۱ است. میلو مخفف نام چهار دختر ساکن این محله جی دابلیو جانسون بوده‌است.